# Nathan Jones
Nathan Jones (Gold Coast, 1969. augusztus 21. –) ausztrál színész, erőemelő bajnok, erőember és korábbi profi pankrátor. Leginkább a WWE-ben töltött idejéről ismert.

## Élete
Jones az ausztráliai Queenslandben (Gold Coast) született. 1987-ben, amikor 20 éves volt és még nem volt pankrátor, 16 évre ítélték a Boggo Road Gaol börtönben, 1985 és 1987 közötti nyolc fegyveres rablásért, amelyek közül kettő Tasmániában történt. A rablások során Ausztrália egyik legkeresettebb bűnözőjévé vált, és végül hét évet ült egy szigorúan őrzött börtönben. Jones 1994-ben egy év munkaszabadságot kapott, mielőtt 25 évesen kiengedték. A börtönben ismerkedett meg az erőemeléssel. Állítólag ez idő alatt kezdett el szteroidokat szedni. Rövid időn belül Ausztrália nemzeti erőemelő bajnoka lett.

## Erőember-karrierje
Szabadulása után Jones elkezdett erőember-versenyeken is indulni, és ez idő alatt „Megaman”-nak nevezték el. Mint Ausztrália legerősebb embere, részt vett a skóciai Callanderben 1995. július 29-30-án megrendezett erőemelő világbajnokságon. Az első helyet szerezte meg, megelőzve a mezőnyben az 1993-as világ legerősebb emberének választott Gary Taylort. A következő hétvégén a skóciai Mintlawban (Aberdeenshire) megrendezett World Muscle Power Classic versenyen indult. Ezt a versenyt Magnús Ver Magnússon nyerte, Nathan pedig ötödik lett a tizenkét versenyzőből álló mezőnyben.
Jones ezután részt vett az 1995-ös World's Strongest Man versenyen. Miután a selejtezőben két alkalommal hamar legyőzte Phil Martint a szkanderben, Jones ezután Magnus Samuelssonnal került szembe, aki több éven át Európa szkanderbajnoka volt, és aki 1998-ban a világ legerősebb embere lett. Samuelsson nyerte az első menetet. A második menetben Jones nem volt hajlandó alulmaradni, ezért az ellenkező karját használta. Ennek következtében eltört a karja, amellyel birkózott (spirális felkarcsonttörés), és ezt követően kiesett a versenyből. Jones 1996-ban tért vissza az erőember-versenyzéshez, megnyerte a World Strongman Challenge-et, és harmadik lett a World's Strongest Man selejtezőjében Magnús Ver Magnússon és Jorma Ojanaho mögött.

## Vegyes harcművészeti karrierje
1997 októberében részt vett egy vegyes harcművészeti mérkőzésen is a KRS-Pride bemutatkozó Pride 1 nevű rendezvényén, ahol a japán profi pankrátor és korábbi nagy szumóbajnok, Kōji Kitao ellenfele volt. Jones feladta a küzdelmet, miután karfogásba került.

## Filmográfia
| Év   | Magyar cím                      | Eredeti cím                      | Szerep             | Magyar hang     |
| ---- | ------------------------------- | -------------------------------- | ------------------ | --------------- |
| 1996 | Első csapás                     | First Strike                     | bérgyilkos         |                 |
| 2004 | Trója                           | Troy                             | Boagrius           |                 |
| 2005 | A sárkány bosszúja              | The Protector (Tom-Yum-Goong)    | T.K.               |                 |
| 2006 | Félelem nélkül                  | Fearless                         | Hercules O'Brien   |                 |
| 2007 | A halálraítélt                  | The Condemned                    | Petr               | nem szólal meg  |
| 2008 |                                 | Somtum                           | Barney Emerald     |                 |
| 2008 | Asterix az olimpián             | Asterix at the Olympic Games     | Robusztusz         | Bolla Róbert    |
| 2011 | Conan, a barbár                 | Conan the Barbarian              | Ahkun              | Bolla Róbert    |
| 2014 |                                 | Charlie's Farm                   | Charlie Wilson     |                 |
| 2015 | Mad Max – A harag útja          | Mad Max: Fury Road               | Rictus Erectus     | Varga Rókus     |
| 2015 |                                 | Bhooloham                        | Steven George      |                 |
| 2016 | Ketrecharc 3. – Mindvégig       | Never Back Down: No Surrender    | Caesar Braga       | Varga Rókus     |
| 2016 |                                 | A Flying Jatt                    | Raka               |                 |
| 2017 |                                 | Boar                             | Bernie             |                 |
| 2018 |                                 | In Like Flynn                    | A hegy             |                 |
| 2018 | A Skorpiókirály: A lélek könyve | The Scorpion King: Book of Souls | Enkidu             |                 |
| 2019 | Halálos iramban: Hobbs & Shaw   | Hobbs & Shaw                     | orosz harci pilóta | nem szólal meg  |
| 2021 | Mortal Kombat                   | Mortal Kombat                    | Reiko              | nem szólal meg  |
| 2022 | A pók feje                      | Spiderhead                       | Rogan              | Papucsek Vilmos |
| 2023 | Martin                          | Martin                           | ismeretlen szerep  |                 |
| 2024 | Furiosa: Történet a Mad Maxből  | Furiosa: A Mad Max Saga          | Rictus Erectus     | Varga Rókus     |

## Fordítás
- Ez a szócikk részben vagy egészben  a   Nathan Jones (wrestler) című angol Wikipédia-szócikk fordításán alapul.  Az eredeti cikk szerkesztőit annak laptörténete sorolja fel. Ez a jelzés csupán a megfogalmazás eredetét és a szerzői jogokat jelzi, nem szolgál a cikkben szereplő információk forrásmegjelöléseként.